# Palacio de los Mahíques Sanz
El Palacio de los Mahíques Sanz es un palacio urbano medieval del siglo XVII, situado en Játiva, Valencia. Alberga la Casa de cultura de la ciudad.

## Historia
Se comenzó a construir a principios del siglo XVII de donde corresponde la estructura básica. Se amplió considerablemente en los años 1920 al estilo neoimperio. Se trata de un palacio con portada de piedra, con arco de largas dovelas y balcones de forja con azulejería.El Palacio está protegido por el patrimonio Histórico Español, y su escudo es considerado Bien de interés cultural de la provincia de Valencia.

## Casa de Cultura
Desde su adquisición en 1984 pertenece al Ayuntamiento de Játiva que lo convirtió después de seis años de gestiones y renovaciones en 1990 en Casa de la Cultura. Cuenta con una biblioteca, sala de exposiciones, una Sala de columnas, un salón de actos y un patio - jardín. Organizan desde su inicio el Salón Nacional de Fotografía y la Bienal internacional de grabado "Josep de Ribera" y exposiciones de arte contemporáneo, como la muestra de J. Daniel Sanz:“Quan m’entra el desfici” en 2023. En 2022 mostraban la exposición de 20 años de viñetas del historietista valenciano Francisco Martínez Roca, conocido como Paco Roca.En 2023 se celebra la XVII Biennal Internacional de Josep de Ribera, premiando a la artista polonesa Anna Trojanowska. Exponen obras de Michela Mascarucci, Daniel Garbade o Tomás Pariente Dutor.